# Prosopocera lucia
Prosopocera lucia es una especie de escarabajo longicornio del género Prosopocera, tribu Prosopocerini, familia Cerambycidae. Fue descrita científicamente por Newman en 1839.
Se distribuye por Camerún, Gabón, República Democrática del Congo y Congo. Mide 26-35,5 milímetros de longitud. El período de vuelo ocurre en los meses de marzo, abril, junio, julio, septiembre, octubre y noviembre.